# Test du Centre national des admissions à l'université
 (décembre 2012).
Si vous disposez d'ouvrages ou d'articles de référence ou si vous connaissez des sites web de qualité traitant du thème abordé ici, merci de compléter l'article en donnant les références utiles à sa vérifiabilité et en les liant à la section « Notes et références ».
Le Test du Centre national des admissions à l'université (大学入学者選抜大学入試センター試験, Daigaku Nyūgakusha Senbatsu Daigaku Nyūshi Sentā Shiken) est un test utilisé par les universités nationales au Japon, ainsi que par certaines universités privées.
Les résultats de celui-ci peuvent être utilisés par des universités privées comme critère d'admissibilité, mais il est la plupart du temps utilisé avec un second test propre à l'université où l'étudiant candidate.
Il s'agit d'une série de 29 tests portant sur six sujets, et se déroulant sur deux jours.
Les étudiants ayant raté le test peuvent le préparer dans des structures privées pour le repasser l'année suivante, et sont appelés rōnin.

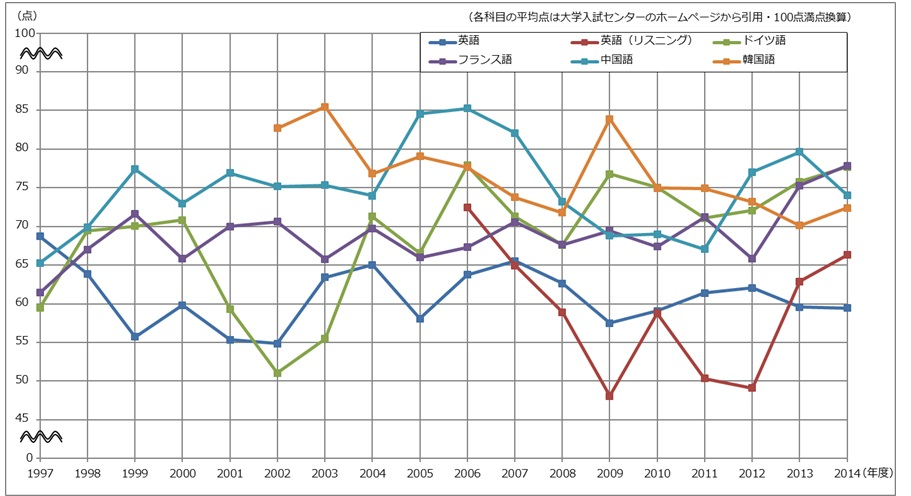
Évolution des résultats en langues étrangères
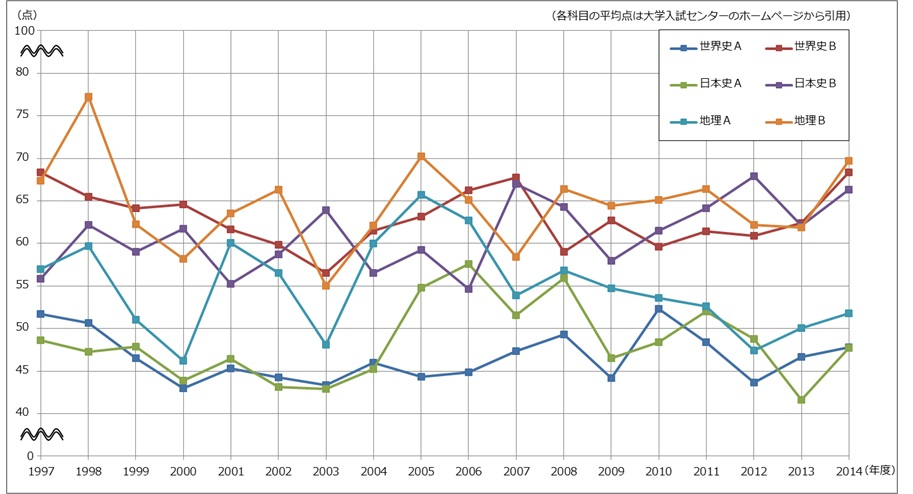
Évolution des résultats en Histoire et géographie
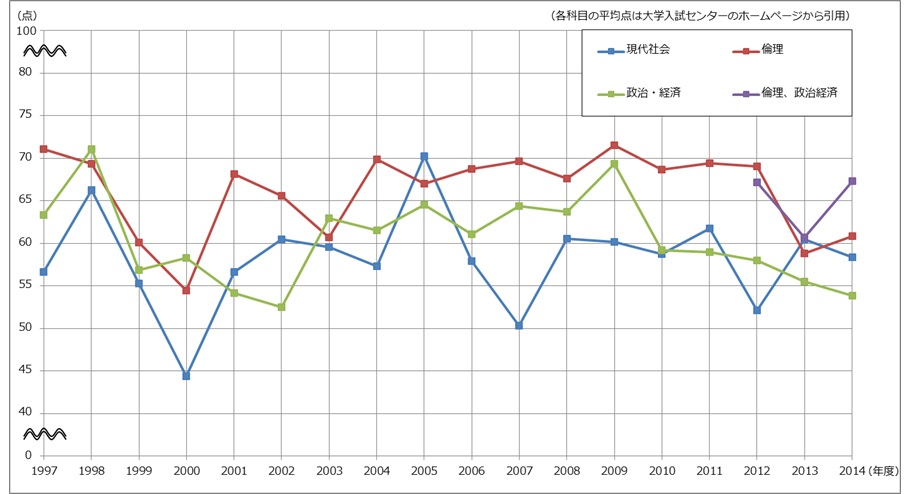
Évolution des résultats en éducation civique